# Agios Vasilios (Lakonien)
Agios Vasilios (in den Publikationen zum Fundort meist Ayios Vasileios oder Agios Vasileios) ist der Name einer archäologischen Fundstätte bei Xirokambi, etwa 12 Kilometer südlich von Sparta in der südpeloponnesischen Landschaft Lakonien. Seit 2010 werden hier systematische Ausgrabungen durchgeführt, die vor allem Teile einer ausgedehnten mykenischen Siedlung des 14. Jahrhunderts v. Chr. ans Licht brachten, bei der es sich wahrscheinlich um ein mykenisches Palastzentrum handelte.

## Lage und Forschungsgeschichte
Der Fundort erstreckt sich über eine flache Hügelkette, die durch die Nationalstraße 39 durchschnitten wird, etwa 4 Kilometer nordöstlich von Xirokambi, im westlichen Evrotastal. Auf dem Haupthügel, westlich der Nationalstraße, befindet sich eine post-byzantinische Kapelle gleichen Namens, die wahrscheinlich über dem Zentrum der bronzezeitlichen Siedlung errichtet wurde. Bereits 1960 und 1996 hatten Surveys zu Annahmen Anlass gegeben, dass an diesem Ort eine größere, befestigte späthelladische Siedlung existiert hat. 2008 wurden etwa 300 Meter südwestlich der Kapelle auf einem Nebenhügel zufällig drei Linear-B-Täfelchen gefunden, wie sie vor allem aus den Archiven der mykenischen Paläste, zum Beispiel aus dem mykenischen Pylos, aus Knossos oder Theben bekannt sind. Sie befanden sich in der eingestürzten Kammer eines Felskammergrabs. Daraufhin wurden probehalber drei Suchgräben unmittelbar südlich und südwestlich der Kapelle auf dem Haupthügel angelegt. Hierbei kamen unter anderem weitere Fragmente von Linear B-Dokumenten ans Licht. Seit 2010 finden systematische Ausgrabungen unter der Leitung von Adamantia Vasilogamvrou statt.

## Archäologischer Befund
Die ältesten Funde stammen aus dem Frühhelladikum I und II, jedoch handelt es sich um Streufunde, ein zugehöriges Stratum wurde also bisher nicht entdeckt. Während für die Zeit zwischen ca. 2200 und 1800 v. Chr. bisher keine Belege entdeckt wurden, existierte vom 18. bis zum 15. Jahrhundert v. Chr. (Mittelhelladikum III bis Späthelladikum II) eine Nekropole und eine Siedlung, deren genaue Ausmaße jedoch noch nicht ermittelt werden konnten.
Seine größte Bedeutung erlangte Agios Vasilios zu Beginn der folgenden spätmykenischen Zeit (Späthelladikum III A). Aus dieser Phase wurden bisher südöstlich und südlich der Kapelle mehrere größere Gebäude nachgewiesen:
- Gebäude Alpha wurde zu größeren Teilen ausgegraben und war in mindestens acht Räume unterteilt. In einem davon (Raum 3) wurden siebzehn Bronzeschwerter entdeckt, die vermutlich in einer nicht erhaltenen Kiste aus organischem Material gelagert waren. In zwei anderen Räumen (5 und 7) fanden sich Hinweise auf Kultpraktiken und Festmähler, unter anderem zwei Bronzegefäße (in Raum 7), Tierstatuetten und verbrannte Tierknochen. Gemäß der in Gebäude Alpha gefundenen datierbaren Keramik wurde dieser Komplex im 14. Jahrhundert v. Chr. genutzt.
- Gebäude Beta befindet sich etwa 30 Meter östlich von Gebäude Alpha. Dieser Gebäudekomplex wurde bisher nur durch Suchgräben angeschnitten.
- Geophysikalische Prospektionen wiesen am Südhang des Hügels zwei weitere große Gebäudekomplexe nach: Gebäude Delta und Epsilon. Gebäude Delta ist dreigeteilt von Nordost nach Südwest orientiert. Man stieß bereits 2011 bei Probegrabungen auf eine eindrucksvolle Mauer dieses Komplexes. Ihm schließt sich an seiner Nordwestseite das langgestreckte Gebäude Epsilon an, das von Nordost nach Südwest orientiert ist und aus zwei Reihen von Räumen besteht.

Alle Wände der bisher ausgegrabenen Gebäude waren durch mykenische Fresken verziert.

## Interpretation
Sowohl die Ausgräber als auch einige andere Archäologen gehen davon aus, dass es sich bei der Siedlung von Ayios Vasileios um ein mykenisches Palastzentrum, ähnlich der Paläste von Pylos, Mykene oder Theben handelt bzw. nach den bisherigen Funden zumindest vieles darauf hindeutet. Dafür sprechen sowohl die gefundenen Linear B-Tontafelfragmente als auch die Fresken, mit denen die Wände geschmückt waren. Beides ist typisch für mykenische Palastzentren. Hinzu kommt die nach den bisherigen Befunden erschlossene Spezialisierung von Räumen.